# Annibale Frossi
Annibale Frossi (* 6. August 1911 in Muzzana del Turgnano; † 26. Februar 1999 in Mailand) war ein italienischer Fußballspieler und -trainer.

## Spielerkarriere

### Verein
1929 begann Frossi seine Karriere bei Udinese Calcio. Zwei Jahre später wechselte er zu Calcio Padova. Er schloss sich 1933 AS Bari an und kehrte ein Jahr später zu Calcio Padova zurück. 1935 ging er für ein Jahr zu L’Aquila Calcio. Ab 1936 spielte er für die SS Ambrosiana Inter Mailand. Mit Ambrosiana-Inter wurde Frossi in der Serie A 1937/38 zum ersten Mal Italienischer Meister. In der folgenden Spielzeit gewann er mit den Mailändern die Coppa Italia. Seinen zweiten Meistertitel gewann er mit Ambrosiana-Inter in der Saison 1939/40. Nach seiner Zeit in Mailand spielte Frossi von 1942 bis 1943 für Pro Patria. 1945 absolvierte er noch fünf Ligaeinsätze für Como Calcio, in denen im zwei Treffer gelangen, ehe er seine Karriere endgültig beendete.

### Nationalmannschaft
Mit der italienischen Nationalmannschaft wurde Frossi unter Vittorio Pozzo beim olympischen Fußballturnier 1936 in Berlin Olympiasieger. Dabei erzielte er beim 2:1-Sieg im Endspiel um die Goldmedaille gegen Österreich beide Tore für Italien. Mit sieben Toren in vier Spielen wurde Frossi zudem Torschützenkönig des Turniers.
Am 25. April 1937 absolvierte er gegen Ungarn sein fünftes und letztes A-Länderspiel für den damals amtierenden Weltmeister Italien und erzielte dabei sein achtes Länderspieltor.

## Trainerkarriere
1946 begann Frossi seine Trainerkarriere bei Luino Calcio. Zwei Jahre später übernahm er für ein Jahr die SS Mortara. Von 1949 bis 1953 war Frossi Cheftrainer der AC Monza. Danach trainierte er für zwei Jahre die AC Turin. 1956 übernahm Frossi den Cheftrainerposten bei Inter Mailand, den er im folgenden Jahr wieder abgab. 1958 wurde er Trainer beim CFC Genua, ehe er ein Jahr später für kurze Zeit Trainer die SSC Neapel übernahm. Frossi kehrte 1960 für ein weiteres Jahr zum CFC Genua zurück. Danach war er noch von 1962 bis 1964 beim FC Modena und von 1964 bis 1965 bei der US Triestina Cheftrainer.

## Erfolge
- Italienischer Meister: 1937/38, 1939/40
- Italienischer Pokalsieger: 1938/39